# James Shaffer
James "Munky" Shaffer (ur. 6 czerwca 1970 w Rosedale, Kalifornia) – amerykański gitarzysta, członek grupy Korn. Wcześniej Shaffer występował w zespole L.A.P.D.
Jego kariera zaczęła się od nieszczęśliwego wypadku na trójkołowcu. Jamesowi zerwał się łańcuch i próbując go naprawić ręką, poważnie ją uszkodził. Lekarze doradzili mu ćwiczenia rehabilitacyjne i zasugerowali granie na instrumencie: gitarze. Shaffer uznał, że to doskonały pomysł i w ten sposób zaczął grać. Chodził do tej samej szkoły, co Brian „Head” Welch, również gitarzysta od młodych lat, i niebawem wspólnie zaczęli grać.
W 1989 wraz z Richardem Morrillem i Reginaldem Arvizu założyli zespół L.A.P.D. Niedługo później dołączył David Silveria, który w tym czasie miał 16 lat i opuścił szkołę dla kariery perkusisty. Brian grał z nimi od czasu do czasu a oficjalnie dołączył chwilę po Jonathanie Davisie w 1993 roku kiedy zespół L.A.P.D. zmienił nazwę na Korn.
W 2004 roku muzyk wraz z Brianem „Headem” Welchem został sklasyfikowany na 26. miejscu listy 100 najlepszych gitarzystów heavymetalowych wszech czasów według magazynu Guitar World.
16 stycznia 2008 James musiał tymczasowo opuścić zespół podczas trasy, ponieważ jego ojciec był ciężko chory. Jednak powrócił do zespołu 24 lutego 2008 podczas koncertu w Mediolanie.

## Dyskografia
- Munky – Behind the Player: Munky (2008, DVD, Alfred Music)

## Instrumentarium
| Gitary - Ibanez APEX1-BBK Munky Signature - Ibanez custom K14 guitar - Ibanez custom RG8 guitar - Ibanez custom K7 guitar - Ibanez Apex - Ibanez UV7BK guitar - Gibson SG - Gibson SG Double-Neck - 64' Fender Stratocaster - Ibanez GA6CE Classical-Nylon Acoustic-Electric - Paul Reed Smith singlecut 7 string Wzmacniacze i kolumny głośnikowe - Mesa/Boogie Triple Rectifier Amp - Diezel VH4 Four-Channel Amp - Mesa/Boogie 4x12 (Celestion 75) - Marshall JCM900 Amp - Marshall 1960AV 4x12 cabinets Struny i kostki gitarowye - Dean Markley Custom gauge strings - Dean Markley Alchemy Gold Bronze strings - Dunlop Tortex Picks | Efekty gitarowe - Boss DD-6 - Boss MT-2 Metal Zone - Boss PS-5 Super Shifter - Boss RV-3 Digital Reverb/Delay - Boss RV5 - Digitech XP100 Whammy Wah - Digitech Metal Master Distortion - Digitech synth wah - DOD FX25 Envelope Filter - Dunlop Univibe - Dunlop Crybaby Wah - Electro-Harmonix Big Muff Pi USA - Electro-Harmonix Electric Mistress Flanger - Electro-Harmonix Small Stone Phaser - Guyatone VT-X VINTAGE TREMOLO - Ibanez DE7 Delay/Echo - Ibanez LF7 Lo Fi Filter Pedal - Ibanez Tube Screamer DX - Prescription Electronics Depth Charge - Rocktron Banshee Talk Box - X-Wire XR 905 Digital Wirless Unit - Whirlwind Selector A/B Box - Voodoo Lab Pedal Power |

## Filmografia
- Metal: A Headbanger's Journey (2005, film dokumentalny, reżyseria: Sam Dunn, Scot McFayden)[4]